# Горбенко Фатіма Мстиславівна
Фатіма Мстиславівна Горбенко (нар. 25 вересня 1987, Одеса, УРСР) — українська акторка театру і кіно.

## Життєпис
Народилася 25 вересня 1987 року в Одесі. Закінчила Київський національний університет театру, кіно і телебачення імені Івана Карпенка-Карого, (курс В. І. Зимової). Працює в Київському академічному Молодому театрі.
У кіно з 2007 (ролі у фільмах «Право на Надію» і «Богун. Адвокатські Розслідування».)
Відома передусім роллю Гелени, дружини Богдана Хмельницького, в українському історико-драматичному фільмі Гетьман (2015 року).

## Фільмографія

### Фільми
- 2007 — «Право на Надію» —  Марина
- 2007 — «Богун. Адвокатські Розслідування» —  Марина
- 2009 — «День без мами» —  Адміністратор
- 2009 — «Віра. Надія. Любов» —  Леля
- 2013 — «Сережки» (короткометражний) — Алла Борисівна, головна роль
- 2015 — «Гетьман» (режисер Валерій Ямбурський) —  Гелена
- 2016 — «Дідусь» — Ірина, мама Ані, головна роль
- 2017 — «Вікно з видом на стіну» (у виробництві) — Лариса, головна роль

### Телесеріали
- 2008 — «Повернення Мухтара-5»
- 2009 — «Повернення Мухтара-6»
- 2010 — «Чужі помилки» (серія «Ніж у спину») —  Наталя
- 2010 — «По закону» (серія «Брудні танці») —  Вероника
- 2012 — «Україна: забута історія» (серія «Роксолана. Вбити або вижити») —  Роксолана
- 2013 — «Пристрасті по Чапаю» —  Мар'яна
- 2015 — «Три дороги» — Ірина
- 2016 — «Центральна лікарня» — Людмила Лодкіна
- 2016 — «Жінка його мрії» — Ліза Пахомова, головна роль
- 2016 — «Поганий хороший коп» — Лара
- 2017 — «Покоївка» (у виробництві) — Мар'яна Кулішенко
- 2017 — «Протистояння» (у виробництві) — Ірина Кольцова, головна роль
- 2019 — Кріпосна — Олена Корнєєва, дружина радника київського губернатора[4]
- 2020 — Акушерка — Тетяна — (головна роль)